# Mappa mundi

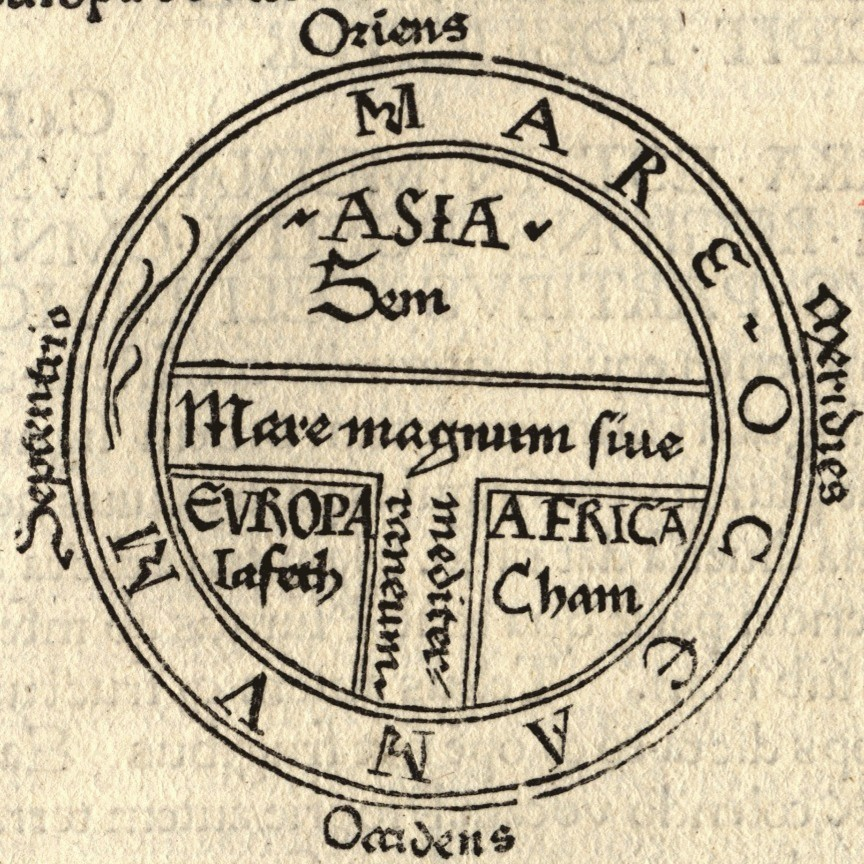
T-O kaart uit de Etymologiae of Isidorus, 1472

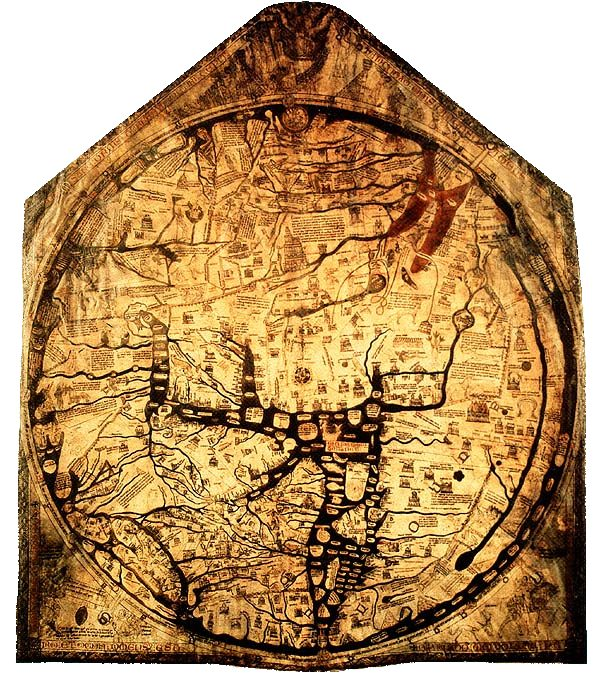
De Hereford Mappa Mundi uit omstreeks 1300 is de enige grote middeleeuwse wereldkaart die in zijn geheel is bewaard.

Mappa mundi [Latijn /ˈmapːa ˈmʊndiː/] (meervoud = mappae mundi) is een algemene aanduiding voor middeleeuwse Europese wereldkaarten. De term is afkomstig van het Middeleeuws-Latijnse woord mappa (doek of tabel/grafiek) en mundi (van de wereld).
Mappae mundi hadden hun oorsprong binnen de kerk en hadden religieuze doeleinden. De kaarten toonden dan ook vaak de locatie van de Hof van Eden. De wereld, zoals die werd weergegeven, had meestal geen bruikbare relatie met de echte wereld en de kaarten waren daarom ook niet bedoeld om reizen mee te ondernemen. Ze waren meer bedoeld om aan te geven hoe men in die tijd dacht over bepaalde zaken. 
De bekendste mappea mundi waren de zogenoemde T-O-kaarten met een simpele voorstelling van Europa, Azië en Afrika, gescheiden door zeeën. In de complexere kaarten, zoals de hier getoonde Hereford Mappa Mundi, is de T-O-indeling van de wereld terug te herkennen. Echter 2 continenten ontbreken in de Mappa Mundi van Hereford.
Hoewel er een heleboel andere mappa mundi zijn getekend tijdens de Middeleeuwen, zijn er slechts ongeveer 1100 exemplaren bewaard gebleven, waarvan zo'n 900 als illustraties bij handschriften, en de rest als afzonderlijke documenten.

## Voorbeelden
- Mappa Mundi van Ebstorf (1234)
- Hereford Mappa Mundi (1300)
- Catalaanse Wereldatlas (1375)
- Bianco wereldkaart (1436)
- fra Mauro-wereldkaart (1459)

## Voetnoten
1. ↑  J.B. HARLEY & David WOODWARD (red.) 1987, The History of Cartography, Volume I: Cartography in Prehistoric, Ancient, and Medieval Europe and the Mediterranean, (Chicago and London: University of Chicago Press. p. 286)